# Francis Stanley Gabreski
Francis Stanley »Gabby« Gabreski (poljsko Franciszek Gabryszewski), ameriško-poljski letalski as, * 28. januar 1919, Oil City, Pensilvanija, ZDA, † 31. januar 2002, New York.
Gabby Gabreski je v svoji karieri skupaj dosegel 34.5 zračnih zmag, 28 v drugi svetovni vojni in 6.5 v korejski vojni.

## Življenjepis
Francis se je rodil v revno družino poljskih emigrantov. Šolo je obiskoval v rodnem mestu, kjer je leta 1938 končal srednjo šolo. Za tem se je vpisal na kolidž, kjer je prvič pokazal zanimanje za letala in se vpisal v tečaj za pilota.

### Druga svetovna vojna
Ob izbruhu druge svetovne vojne v Evropi je vstopil v Letalske sile Kopenske vojske ZDA (USAAF), kjer je v Montgomeryju, zvezna država Alabama, novembra 1940 komajda uspešno zaključil osnovno usposabljanje. Nadaljevanje usposabljanja je opravljal na letalu AT-6 Texan, ki je bilo že bolj podobno lovskemu letalu. Tudi to usposabljanje je opravil in marca 1941 dobil čin podporočnika. Bil je razporejen na Havaje, kjer je doživel napad na Pearl Harbour. Gabreski se je s svojim letalom sicer uspel dvigniti v zrak, a prepozno, da bi sodeloval v obrambi svojega letališča.
Kasneje je zaprosil za premestitev v katero od poljskih enot, da bi sodeloval v vojni v Evropi. Oktobra 1942 je bil dodeljen 8. zračni armadi s sedežem v Angliji. Pridružil se je 315. poljski lovski eskadrilji »Deblinski« v Northoltu. Enota je bila opremljena z letali Supermarine Spitfire Mk IX. Prvo nalogo s tem letalom je opravil januarja 1943, z nemškimi lovci pa se je prvič srečal nad Rokavskim prelivom 3. februarja 1943, ko je njegov skvadron napadla skupina nemških Focke-Wulfov Fw 190. V tem prvem spopadu Gabreski ni dosegel zračne zmage.
27. februarja je bil premeščen v 56. lovsko skupino, ki je bila opremljena z letali Republic P-47 Thunderbolt. Dosegel je čin stotnika in prevzel poveljevanje nad skupino B 61. eskadrilje. Prvo zračno zmago je dosegel 24. avgusta 1943. 5. julija 1944 je sestrelil svoje 28. letalo in tako prehitel Eddie Rickenbakerja, do tedaj najuspešnejšega letalskega asa iz prve svetovne vojne in postal do takrat najuspešnejši ameriški letalski as v zgodovini. 
Na svojem zadnjem poletu pred odhodom v ZDA je moral zaradi težav z letalom zasilno pristati na sovražnem ozemlju. Po petih dnevih skrivanja so ga Nemci zajeli. Do konca vojne je bil vojni ujetnik.

### Korejska vojna
Po vojni je delal kot preizkusni pilot in poveljnik nekaj letalskim enotam, po izbruhu korejske vojne pa je bil spet vpoklican. Takrat je imel že čin polkovnika, dodeljen pa je bil 4. zračni sili. Aprila 1947 so ga imenovali za vodjo eskadrilje v 20. lovski skupini. Letel je na lovskih letalih North American F-86 Sabre. Prvo zračno zmago v tej vojni je dosegel julija 1951, ko je sestrelil sovražnega MiG-a. Kasneje je bil premeščen v 51. lovsko-prestrezniško skupino, do konca vojne pa je skupaj dosegel 6.5 zračnih zmag in postal eden redkih letalskih asov, ki so to postali v dveh različnih vojnah. 

## Civilno življenje
Gabreski se je upokojil novembra leta 1967 kot poveljnik 52. lovske skupine kot pilot z največ bojnimi poleti v zgodovini ZDA. Kasneje je delal kot svetovalec v letalski industriji in kot predsednik železnice na Long Islandu. 
Umrl je 31. januarja 2002 za posledicami srčne kapi. Pokopan je bil z vojaškimi častmi na pokopališču Calverton National Cemetery.
Po njem so leta 1992 poimenovali letališče v Suffolk, Countyju.